# Pio Hipunyati
Pio Hipunyati (* 14. November 1964 in Ounonge) ist Bischof von Ondjiva.

## Leben
Pio Hipunyati empfing am 5. Dezember 1998 die Priesterweihe.
Papst Benedikt XVI. ernannte ihn am 23. November 2011 zum Bischof von Ondjiva. Die Bischofsweihe spendete ihm der Apostolische Nuntius in São Tomé und Príncipe und Angola, Novatus Rugambwa, am 19. Februar des nächsten Jahres; Mitkonsekratoren waren die Filomeno do Nascimento Vieira Dias, Bischof von Cabinda, und Fernando Guimarães Kevanu, Altbischof von Ondjiva. 